# The Floor – Csak egy maradhat
A The Floor – Csak egy maradhat egy nemzetközi televíziós vetélkedő a holland The Floor formátum alapján, amely 2024. május 6-án került bemutatásra az RTL-en.

## Története
2023 karácsonyán az RTL Magyarország bejelentette, hogy Az ugrás című műsor mellett egy újabb vetélkedőt indít a csatorna. 2024. január 24-én kezdődött el a jelentkezés. 2024. március 16-án Kolosi Péter a Sorozatwikinek bejelentette, hogy a műsorvezető Szujó Zoltán lesz. 2024. április 12-én bejelentették a műsor premierjének időpontját.

## A műsor menete
A The Floor nemzetközi változatában egyszerre száz, a magyar változatban 49 játékos küzd meg egymással kvízpárbajokban. A játék alapját egy óriási LED-padló adja, amely 49 téglalapra van felosztva, és mindegyik egy témával van ellátva. A játékszabály szerint egy véletlenszerűen kiválasztott versenyző kihívja az egyik szomszédos területen álló ellenfelét egy kvízpárbajra, melynek kérdései a kihívott témakörébe tartoznak. A párbaj győztese meghódítja az ellenfele területét, a vesztes pedig kiesik. A játék célja, hogy a versenyzők minél több területet szerezzenek meg a padlón, a legtöbbet megszerző játékos pedig elnyeri a 8 millió forintos főnyereményt. Az a versenyző pedig, amelyik az adott adás végén a legtöbb területtel rendelkezik, 500 ezer forinttal gazdagodik.
Ebben a játékban a főnyeremény elnyerése tekintetében nincs jelentősége annak, hogy valamelyik játékos hány párbajon keresztül, hány napon át nyújtott esetlegesen kimagasló teljesítményt, a nyolcmillió forintos fődíjösszeg sorsa ugyanis az utolsó párbaj kétszer 45 másodperce alatt dől el. Emiatt az is megeshet, hogy olyasvalaki nyeri meg az adáshét főnyereményét, aki közel öt adásnapon át gyakorlatilag csak „nézőként” követi az eseményeket és egyedül az utolsó – számára egyetlen – párbajt letudva válik heti győztessé – sőt, ez rögtön az első magyarországi évadban két ízben is megtörtént, a harmadik, majd az ötödik adáshét végén, 2024. május 24-én, illetve június 7-én.

## Évadok
| Évad | Évad | Részek száma | Részek száma | Eredeti sugárzás | Eredeti sugárzás | Eredeti adó |
| Évad | Évad | Részek száma | Részek száma | Évadbemutató     | Évadzáró         | Eredeti adó |
| ---- | ---- | ------------ | ------------ | ---------------- | ---------------- | ----------- |
|      | 1.   | 25+1 VIP     | 25+1 VIP     | 2024. május 6.   | 2024. június 7.  |             |
|      | 2.   | 20           | 20           | 2025. június 2.  | 2025. június 27. |             |
|      | 3.   | ?            | ?            | n. a.            | n. a.            |             |